# الأعلم الشنتمري
أَبُو اَلْحَجَّاجْ يُوسُفْ بْنْ سُلَيْمَانْ بْنْ عِيسَى اَلشِّنْتَمْرِي اَلْأَنْدَلُسِيَّ اَلمعروف بِالْأَعْلَمِ (410 هـ - 476 هـ = 1019 - 1084 م)، عالم بالأدب واللغة. ولد في شنْتَمَرِيّة الغرب ورحل إلى قرطبة. كف بصره في آخر عمره ومات في إشبيلية. كان مشقوق الشفة العليا، فاشتهر بالأعلم. من كتبه: شرح الشعراء الستة. تحصيل عين الذهب من معدن جوهر الأدب في علم مجازات العرب. كتاب الحماسة. شرح أبيات كتاب الجمل.

## سيرته وحياته
ولد في شنْتَمَرِيّة الغرب، وهي مدينة في غرب الأندلس تقع على البحر بين شِلْب وإشبيلية في المنطقة الجنوبية من البرتغال. لمّا بلغ الأعلم الثالثة والعشرين من عمره رحل إلى قرطبة، وأقام بها مدةً تلقى فيها العلم على أكابر علمائها، ومنهم مسلم بن أحمد الأديب ، وابن الإفليلي، وأبو سهل يونس بن أحمد الحرّاني. ثم رحل إلى شِلْب ودرَّس فيها، وممن درس عليه الوزير محمد بن عمّار المهري الشِّلْبي وهو صغير. ثم غادرها إلى إشبيلية قبل سنة 440 هـ، وهو تاريخ تأليف كتابه «النكت» فيها، وأقام في كنف صاحبها المعتضد باللّه أبي عمرو عبّاد بن محمد اللخمي، ودرَّس ولد المعتضد وولد المعتمد على اللّه بن المعتضد من بعده. وبإشبيلية أَلَّف كتبه أو أكثرها، وكُفَّ بصره في آخر عمره، وتوفي بها.
كان الأعلم إماماً من أئمة النحو في عصره، وكان عالماً باللغة، واسعَ الحفظ للأشعار ومعانيها، جيّد الضبط لها، مشهوراً بمعرفتها وإتقانها. روى عن شيوخه أمهات كتب النحو واللغة والأدب ودواوين الشعر. ومنها كتاب سيبويه، وأبنية كتاب سيبويه للزبيدي، والكامل للمبرّد، كما روى دواوين طائفة من الشعراء منهم: أبو تمام والحطيئة والسُّلَيك والأسود بن يعفر وزيد الخيل وحاتم الطائي وطفيل الغنوي وابن أحمر والمتنبي، وأشعار الشعراء الستة الجاهليين.
وإليه كانت الرحلة في طلب العلم في عصره. فأخذ عنه خلق كثير نهلوا من علومه التي برع فيها واشتهر بإتقانه لها وتمكُّنه فيها. ومن تلامذته: أبو علي الحسن بن محمد الغسّاني، وأبو بكر محمد بن سليمان الكَلاعيّ المعروف بابن القصيرة ، ومحمد بن عبد الله بن محمد بن مسلمة، وعلي بن عبد الرحمن التنوخي المعروف بابن الأخضر، وأبو بكر محمد بن عبد المجيد بن عبدون وغيرهم.

## الوفاة
توفي الشنتمري عام 476 هـ الموافق 1084 م، قال ابن شريح: «مات أبي في شوال سنة ست وسبعين فأعلمت به أبا الحجاج الأعلم. وكانا كالأخوين، فانتحب بالبكاء، وقال: لا أعيش بعده إلا شهرا . قال: فكان كذلك».